# Presbytère Saint-Nicolas
Le presbytère Saint-Nicolas est un immeuble bâti au XIXe siècle, situé dans la rue Affre sur le côté est de la basilique Saint-Nicolas, dans le centre-ville de Nantes, en France. L'immeuble a été inscrit à l'inventaire supplémentaire des monuments historiques en 1986.

## Historique
Ce presbytère fut construit de 1855 à 1865 par l'architecte voyer de la ville, Henri-Théodore Driollet.
Il est classé au titre des monuments historiques par arrêté du 30 avril 1986.